# Iglesia católica en Afganistán

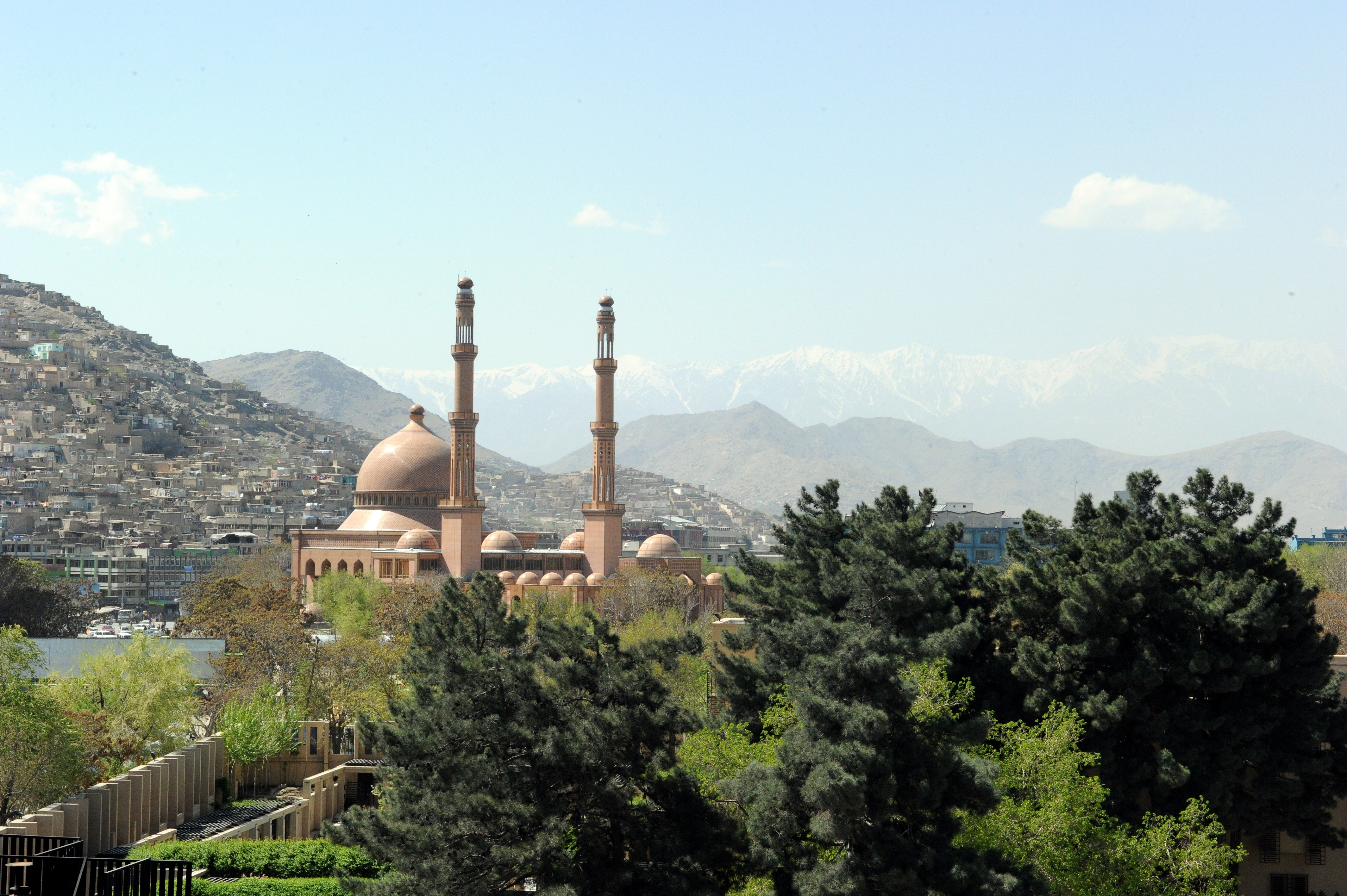
Una vista de la mezquita Haji Abdul Rahman en Kabul, que es la más grande de Afganistán.

La Iglesia católica se encontró presente en Afganistán, donde existían más de 200 católicos que asistían misa en la única capilla, y la libertad de religión ha sido difícil de obtener en tiempos recientes, especialmente bajo el antiguo régimen talibán. El 16 de mayo de 2002, el papa Juan Pablo II estableció una misión sui iuris para Afganistán con el padre Giuseppe Moretti (16 de mayo de 2002 a 2014) como primer superior, fue sucedido por el padre Giovanni M. Scalese (11 de enero e 2015 a la fecha) como superior. La única iglesia católica es la capilla en la embajada italiana en Kabul. En el 2004, los Misioneros de la Caridad arribaron en Kabul para llevar a cabo trabajo humanitario.

## Situación Actual
En el año 2021, con la crisis humanitaria generada por la llegada de los talibanes al poder, la poca presencia católica en el país desapareció. Antes de ello, una pequeña comunidad de feligreses y religiosas se reunían constantemente para la Eucaristía en la embajada italiana de Kabul.
Además de las Misioneras de la Caridad, existía una orden intercongregacional de religiosas compuesta por monjas de las órdenes: de la Caridad de Santa Joan Antida Thouret, Congregación de Maria Bambini y de la Congregación de las Hermanas de la Consolata. Se dedicaban al trabajo con niños discapacitados.  Apoyadas por la embajada italiana, lograron salir de Kabul y volar a Italia junto al sacerdote de la embajada y todos los niños que tenían bajo su cargo. Una vez llegados a Italia, todas las religiosas y los niños fueron reubicados en distintos lugares.
Después de estos acontecimientos, se cree que la presencia del catolicismo en la Afganistán actual es prácticamente nula.